# Sand Falcons
I Sand Falcons sono una squadra di football americano, di Ullensaker, in Norvegia, fondata nel 2017. Fanno parte della polisportiva Sand IL.

## Dettaglio stagioni

### Tornei nazionali

#### Campionato

##### Eliteserien
| Stagione | regular season | regular season | regular season | regular season | regular season | regular season | playoff | playoff | playoff | playoff | playoff | playoff   | playoff                 |
|          | Vin            | Par            | Per            | Tot            | PF             | PS             | Vin     | Per     | Tot     | PF      | PS      | risultato | avversaria              |
| -------- | -------------- | -------------- | -------------- | -------------- | -------------- | -------------- | ------- | ------- | ------- | ------- | ------- | --------- | ----------------------- |
| 2019     | -              | -              | -              | -              | -              | -              | 0       | 1       | 1       | 6       | 62      | Wild card | Kristiansand Gladiators |
| Totale   | -              | -              | -              | -              | -              | -              | 0       | 1       | 1       | 6       | 62      |           |                         |

Fonti: Enciclopedia del Football - A cura di Roberto Mezzetti

##### 2. Divisjon (secondo livello)
| Stagione | regular season | regular season | regular season | regular season | regular season | regular season | playoff | playoff | playoff | playoff | playoff | playoff   | playoff    |
|          | Vin            | Par            | Per            | Tot            | PF             | PS             | Vin     | Per     | Tot     | PF      | PS      | risultato | avversaria |
| -------- | -------------- | -------------- | -------------- | -------------- | -------------- | -------------- | ------- | ------- | ------- | ------- | ------- | --------- | ---------- |
| 2019     | 4              | 0              | 1              | 5              | 146            | 62             | -       | -       | -       | -       | -       | -         | -          |
| Totale   | 4              | 0              | 1              | 5              | 146            | 62             | -       | -       | -       | -       | -       |           |            |

Fonti: Enciclopedia del Football - A cura di Roberto Mezzetti

##### 2. Divisjon (terzo livello)
| Stagione | regular season | regular season | regular season | regular season | regular season | regular season | playoff | playoff | playoff | playoff | playoff | playoff   | playoff    |
|          | Vin            | Par            | Per            | Tot            | PF             | PS             | Vin     | Per     | Tot     | PF      | PS      | risultato | avversaria |
| -------- | -------------- | -------------- | -------------- | -------------- | -------------- | -------------- | ------- | ------- | ------- | ------- | ------- | --------- | ---------- |
| 2018     | 4              | 0              | 1              | 5              | 152            | 112            | -       | -       | -       | -       | -       | -         | -          |
| Totale   | 4              | 0              | 1              | 5              | 152            | 112            | -       | -       | -       | -       | -       |           |            |

Fonti: Enciclopedia del Football - A cura di Roberto Mezzetti